# Beuditzmühlenschleuse
Die Beuditzmühlenschleuse, auch Beuditzschleuse bzw. Beuditz–Schleuse genannt, ist eine denkmalgeschützte Schleuse an einem Nebenarm der Saale in der Stadt Weißenfels in Sachsen-Anhalt. Im örtlichen Denkmalverzeichnis ist das Gebäude unter der Erfassungsnummer 094 66139 als Baudenkmal verzeichnet.

## Geschichte
Die Nutzung der Saale für Güter- oder Personentransporte ist seit 981 urkundlich belegt. In Chroniken der Saaleschifffahrt wird berichtet, dass bereits in der zweiten Hälfte des 14. Jahrhunderts das Wasser des Flusses Saale angestaut wurde. Die angestaute Wassermenge wurde zum Betrieb von Mühlen bzw. zum Flößen genutzt. Das erste Handwerk in Bernburg, worüber berichtet wurde, war eine Mühle an der Saale. Am 21. Oktober 1530 erteilte Kaiser Karl V. dem Erzstift Magdeburg das Privileg der freien Schifffahrt auf der Saale und die Erlaubnis den Fluss auszubauen. Erste hölzerne Schleusen dienten den Schiffern zur Bewältigung des Frachtverkehrs. Ab dem Jahre 1790 wurde die Saaleschifffahrt weiter ausgebaut. Der Kurfürst von Sachsen, Friedrich August III. ordnete an, die obere Saale und die Unstrut schiffbar zu machen. Die Beuditzmühlenschleuse wurde im Rahmen des Großprojektes der Schiffbarmachung von der Saale bis zur Unstrut gebaut. Die Fertigstellung der Schleuse war in den 1790er Jahren. Sie ist neben der Brückenmühlenschleuse und der Herrenmühlenschleuse eine von drei Schleusen im Weißenfelser Stadtgebiet.